# Bahnstrecke Stuttgart-Degerloch–Stuttgart-Möhringen
| Kursbuchstrecke (DB): | ehem. 319a (1944) 327h (1946) |                                   |                                   |
| Spurweite: | 1000 mm bis 2008/ 1435 mm     |                                   |                                   |
| |                               |                                   |                                   |
| \| \| \| Zahnradbahn vom Marienplatz \| \| \| \| \| Degerloch Zahnradbahnhof \| \| \| \| \| Neue-Weinsteige-Linie \| \| \| \| \| Stadtbahn aus Richtung Innenstadt \| \| \| \| \| Degerloch Albplatz \| \| \| \| \| Degerloch Albstraße \| \| \| \| \| Peregrinastraße \| \| \| \| \| Sonnenberg \| \| \| \| \| 1990 bis 2008 \| \| \| \| \| Riedsee \| \| \| \| \| Strecke von Stuttgart-Vaihingen \| \| \| \| \| Möhringen Bahnhof \| \| \| \| \| \| \| \| \| \| Stuttgarter Straße \| \| \| \| \| \| \| \| \| \| Möhringen auf den Fildern \| \| \| \| \| Strecke nach Hohenheim \| \| |                               |                                   |                                   |
| U-Bahn-Strecke |                               | Zahnradbahn vom Marienplatz       | Zahnradbahn vom Marienplatz       |
| U-Bahn-Haltepunkt / Haltestelle |                               | Degerloch Zahnradbahnhof          | Degerloch Zahnradbahnhof          |
| U-Bahn-Abzweig geradeaus und ehemals von rechts |                               | Neue-Weinsteige-Linie             | Neue-Weinsteige-Linie             |
| U-Bahn-Abzweig geradeaus und von links |                               | Stadtbahn aus Richtung Innenstadt | Stadtbahn aus Richtung Innenstadt |
| U-Bahn-Haltepunkt / Haltestelle |                               | Degerloch Albplatz                | Degerloch Albplatz                |
| U-Bahn-Haltepunkt / Haltestelle |                               | Degerloch Albstraße               | Degerloch Albstraße               |
| U-Bahn-Haltepunkt / Haltestelle |                               | Peregrinastraße                   | Peregrinastraße                   |
| U-Bahn-Haltepunkt / Haltestelle |                               | Sonnenberg                        | Sonnenberg                        |
| |                               | 1990 bis 2008                     |                                   |
| U-Bahn-Haltepunkt / Haltestelle |                               | Riedsee                           | Riedsee                           |
| U-Bahn-Strecke von rechts · U-Bahn-Strecke |                               | Strecke von Stuttgart-Vaihingen   | Strecke von Stuttgart-Vaihingen   |
| U-Bahn-Haltepunkt / Haltestelle · U-Bahn-Abzweig mit Eisenbahn geradeaus und ehemals nach links · Strecke von rechts (außer Betrieb) |                               | Möhringen Bahnhof                 | Möhringen Bahnhof                 |
| U-Bahn-Strecke nach links · U-Bahn-Abzweig nach rechts und von rechts · Strecke (außer Betrieb) |                               |                                   |                                   |
| ehemaliger U-Bahn-Haltepunkt / Haltestelle · Strecke (außer Betrieb) |                               | Stuttgarter Straße                | Stuttgarter Straße                |
| Strecke von links (außer Betrieb) · U-Bahn-Kreuzung mit Eisenbahn (Querstrecke außer Betrieb) · Strecke nach rechts (außer Betrieb) |                               |                                   |                                   |
| Bahnhof (Strecke außer Betrieb) · U-Bahn-Strecke |                               | Möhringen auf den Fildern         | Möhringen auf den Fildern         |
| Strecke (außer Betrieb) · U-Bahn-Strecke |                               | Strecke nach Hohenheim            | Strecke nach Hohenheim            |

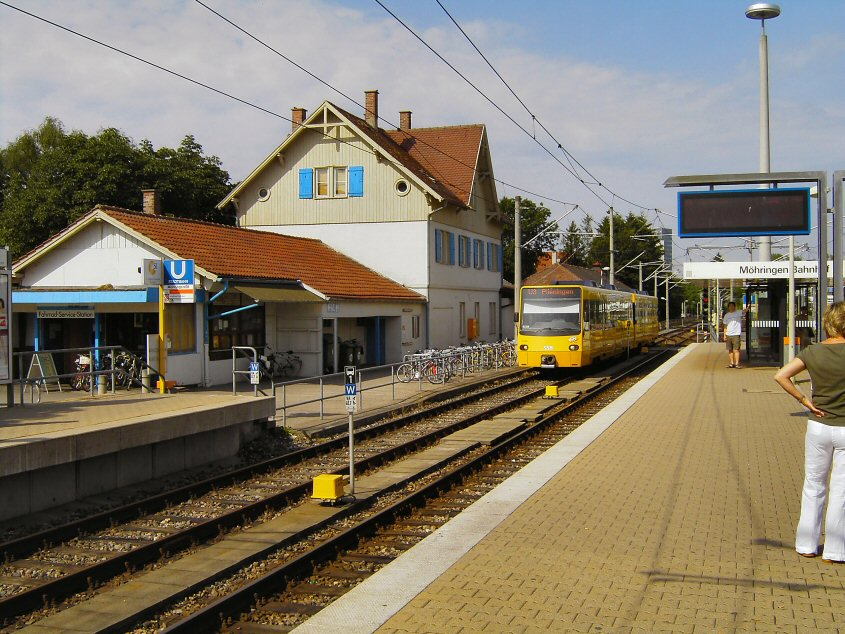
Der Möhringer Bahnhof

Die Bahnstrecke Stuttgart-Degerloch–Stuttgart-Möhringen ist eine ehemalige Eisenbahnstrecke im Stadtgebiet von Stuttgart. Heute ist sie in die Stadtbahn Stuttgart integriert, ein kurzer Teilabschnitt in Degerloch wird von der Zahnradbahn Stuttgart befahren. Siehe auch: Verknüpfung zwischen Straßenbahn und Eisenbahn

## Geschichte
Als Fortsetzung der 1884 eröffneten Zahnradbahn Stuttgart eröffnete die Filderbahn-Gesellschaft (FBG) im Dezember 1888 eine – manchmal auch Obere Filderbahn genannte – meterspurige Adhäsionsstrecke von Degerloch über Möhringen nach Hohenheim. Sie wurde als Dampfstraßenbahn betrieben und benutzte bis Möhringen die hier behandelte Strecke. Dort ging sie in die Bahnstrecke Stuttgart-Möhringen–Stuttgart-Hohenheim über. Der erste Möhringer Bahnhof befand sich dabei bis kurz nach der Jahrhundertwende an der Kreuzung der Vaihinger Straße mit der Rembrandtstraße, letztere hieß damals noch Stuttgarter Straße.
Mit der 1902 erfolgten Verlegung des Bahnhofs Möhringen wurde auch die Strecke von Degerloch neu trassiert und gleichzeitig elektrifiziert. 1921 ging auch die Betriebsführung, wie bei allen Linien der Filderbahn-Gesellschaft, auf die Stuttgarter Straßenbahnen (SSB) über. Ab 1934 war diese schließlich auch Eigentümerin und baute sie sukzessive aus. So erhielt die Strecke beispielsweise ein zweites Gleis, dieses war als Dreischienengleis ausgebaut, um normalspurigen Güterverkehr von Stuttgart-Vaihingen her durchführen zu können. Als Besonderheit mussten die Straßenbahnzüge Richtung Möhringen auf dem falschen Gleis fahren (das heißt, im Linksverkehr), wenn gerade ein Güterzug in Richtung Degerloch unterwegs war.
1967 wurde der Güterverkehr aufgegeben und das Dreischienengleis durch ein gewöhnliches Meterspurgleis ersetzt. 1981 folgte schließlich die Umwidmung der Strecke in eine Straßenbahnstrecke gemäß BOStrab. Ab 1990 standen wieder zwei Dreischienengleise zur Verfügung, da auf den Linien U5 und U6 der Stadtbahnbetrieb in Normalspur aufgenommen wurde. Bis 2008 diente die Strecke meterspurigen Straßenbahnzügen als Zufahrt zur Hauptwerkstätte im SSB-Zentrum in Möhringen.